# فیل دوونی
فیل دوونی (انگلیسی: Phil Devaney؛ زادهٔ ۱۲ فوریهٔ ۱۹۶۹) بازیکن فوتبال اهل بریتانیا است.
از باشگاه‌هایی که در آن بازی کرده‌است می‌توان به باشگاه فوتبال برنلی اشاره کرد.